# Municipio de Long Hill (Nueva Jersey)
El municipio de Long Hill (en inglés, Long Hill Township) es un municipio ubicado en el condado de Morris, Nueva Jersey, Estados Unidos. Según el censo de 2020, tiene una población de 8,629 habitantes.

## Geografía
El municipio de Long Hill se encuentra ubicado en las coordenadas 40°40′59″N 74°29′30″O / 40.68306, -74.49167 (40.682882, -74.491619).

## Demografía
Según la Oficina del Censo en 2000 los ingresos medios por hogar en el municipio eran de $84,532 y los ingresos medios por familia eran $103,037. Los hombres tenían unos ingresos medios de $71,827 frente a los $46,100 para las mujeres. La renta per cápita para la localidad era de $42,613. Alrededor del 3.3% de la población estaba por debajo del umbral de pobreza.